# Fortyfikacje Kotoru
Fortyfikacje Kotoru (włoski: Fortificazioni di Cattaro) – system fortyfikacji znajdujący się w czarnogórskim mieście Kotor. Fortyfikacje składają się  z murów obronnych, wież, cytadel, bram, zamków i fortów. 
Fortyfikacje te znajdują się na Liście Światowego Dziedzictwa UNESCO; są częścią Przyrodniczego i Kulturowo-Historycznego Regionu Kotoru oraz Weneckich dzieł obronnych z okresu XVI i XVII wieku: Stato da Terra - zachodnie Stato da Mar. Fortyfikacje były ważnym elementem obrony miasta przez Francuzów w czasie oblężenia Kotoru w latach 1813-1814 (ostatecznie oblężenie zakończyło się jednak dla Francuzów porażką). Niektóre części fortyfikacji były naruszane przez trzęsienia ziemi w 1563, 1667 i 1979 roku. W 2001 roku Międzynarodowa Rada Ochrony Zabytków i Miejsc Historycznych wezwała do rewitalizacji tych fortyfikacji. Mury, będące częścią fortyfikacji, otaczają Kotor od jego północnej i południowo-zachodniej strony. W skład fortyfikacji wchodzi także leżąca na jednym z wzgórz znajdujących się w Kotorze twierdza św. Jana. Fortyfikacje łączą w sobie elementy weneckiej, iliryjskiej, bizantyjskiej i austriackiej architektury militarnej.